# Parafia św. Antoniego z Padwy w Witebsku
Parafia św. Antoniego z Padwy w Witebsku (biał. Парафія Св. Антонія Падуанскага ў Віцебску) – parafia rzymskokatolicka w Witebsku. Należy do dekanatu witebskiego diecezji witebskiej. Została utworzona w 2001 roku.

## Historia
W 1676 roku wojewoda witebski Jan Antoni Chrapowicki wybudował drewniany klasztor Bernardynów. W 1708 roku spłonął w wyniku działań wojennych. Po zakończeniu wojny północnej kościół i klasztor odbudowano staraniem wojskiego witebskiego Michała Chotolskiego Szpaka. Podczas pożaru Witebska w 1733 roku spłonął ponownie. W 1737 roku rozpoczęła się budowa murowanego kościoła i klasztoru ufundowanego przez podkomorzego witebskiego Kazimierza Sakiewicza i jego żonę Teklę z Larskich. W 1768 roku kościół św. Antoniego Padewskiego został konsekrowany przez biskupa sufragana białoruskiego Feliksa Towiańskiego. W 1772 roku w klasztorze mieszkało 10 zakonników. W 1832 roku skasowano klasztor Bernardynów. W 1843 świątynia została kościołem parafialnym i funkcjonowała do 20. lat XX wieku. Zdewastowany klasztor w 1855 roku stał się własnością instytucji państwowych. W latach 40. XX wieku został zniszczony postanowieniem specjalnego dekretu. 
W 1912 roku w parafii pracowało 6 księży, liczyła ona 5070 wiernych. Na terenie parafii leżały kaplice: Horodnia, Cechówka, Łużyn, Chociml, Leontowo, Skuratowo, Siedce, Mikulino.  
Kościół św. Antoniego znajdujący się na Placu Ratuszowym został zniszczony podczas II wojny światowej, następnie wysadzony w powietrze przez władze sowieckie w 1952 (1961?) roku. Na jego miejscu wybudowano fontannę. 

### Nowa parafia

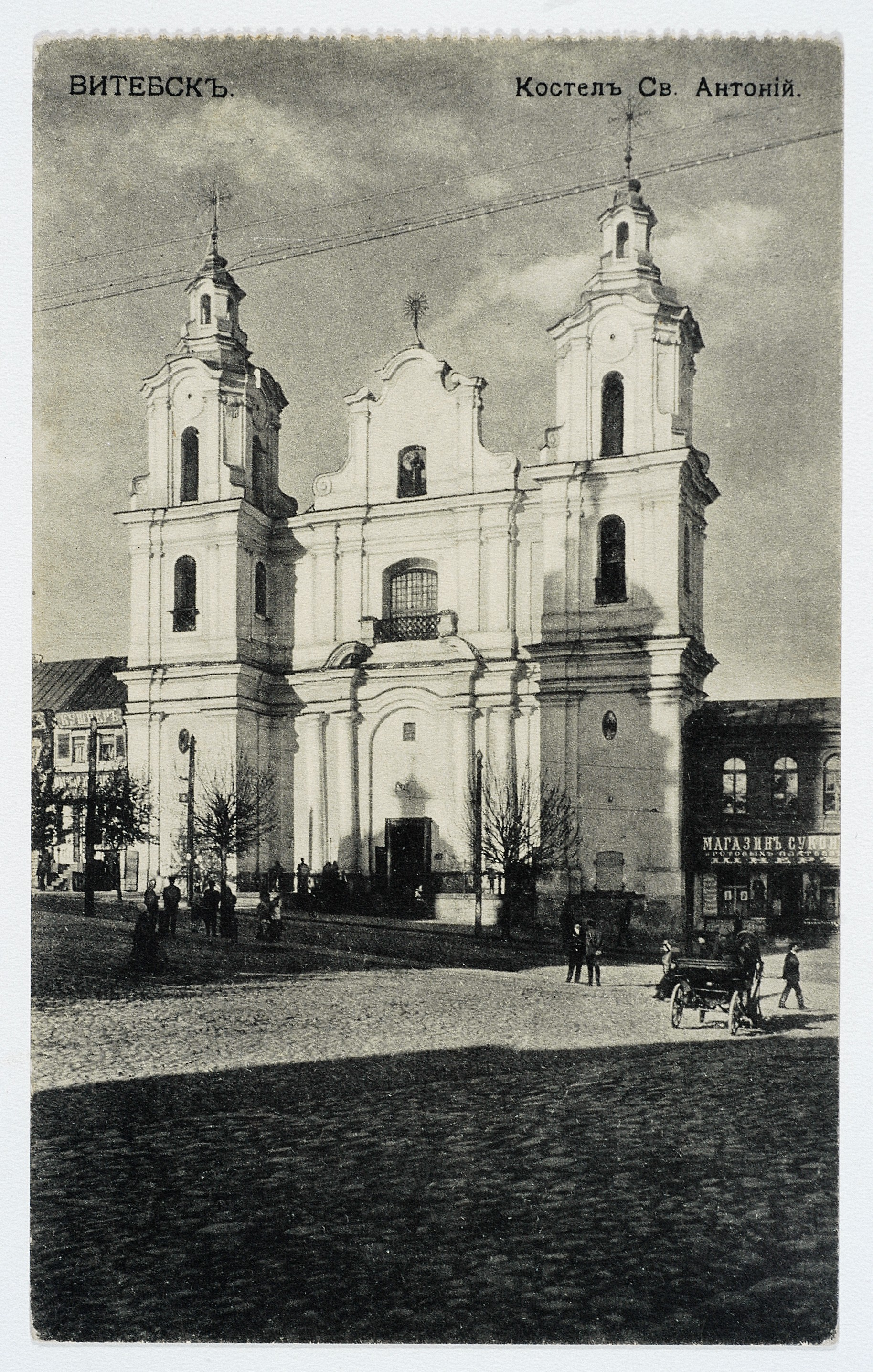
Nieistniejący kościół św. Antoniego Padewskiego na Placu Ratuszowym w Witebsku

21 czerwca 2001 roku ks. bp Władysław Blin na nowo erygował parafię św. Antoniego z Padwy. Jako miejsce na modlitwę został wykupiony były Dom Kultury dla głuchoniemych, przy ul. Gagarina. W jednym z pomieszczeń zrobiono kaplicę, gdzie 18 czerwca 2002 roku została odprawiona pierwsza Msza święta. Od tamtego czasu został przeprowadzony gruntowny remont w kaplicy. Do głównej fasady budynku w latach 2011-2013 dobudowano wieżę, by swym wyglądem przypominała, że jest to kościół.  
W końcu 2015 roku bp Oleg Butkiewicz ogłosił, że otrzymano zgodę od Ministerstwa Kultury Białorusi na odbudowę zburzonego przez sowietów kościoła św. Antoniego Padewskiego.  

## Proboszczowie
| imię i nazwisko                      | daty urzędowania |
| ------------------------------------ | ---------------- |
| Ks. Kielkiewicz                      |                  |
| Ks. Godlewski                        |                  |
| Ks. Andruszkiewicz                   |                  |
| Ks. bp Oleg Butkiewicz               | 2003–2013        |
| Ks. Wiaczesław Barok (administrator) | 2013 -           |